# إليز أوبيرت
إليز أوبيرت (بالنرويجية البوكمول: Elise Aubert)‏ هي كاتِبة نرويجية، ولدت في 8 فبراير 1837 في Lier, Belgium ‏ في بلجيكا، وتوفيت في 30 نوفمبر 1909 في كريستيانية في النرويج.